# Serpentari Siberià
El Serpentari Siberià o Centre Herpetològic Siberià és una granja de serps que produeix verí de serps i medicaments per a verí de serps. Va ser fundada l'any 1989 a Novosibirsk, URSS. És l'únic serpentari de Rússia i és el major productor mundial de verí de serp.
Les activitats que realitza el serpentari són:
- investigació biològica
- cria d'escurçons
- extracció de verí de serp

El serpentari va començar inicialment amb un escurçó comú local dels aiguamolls de Vassiugan. A causa de la demanda d'altres verins, també cria i alimenta serps de les regions d'Altai, Extrem Orient i Àsia Central, com ara l'escurçó Halys, l'escurçó de cua curta, el mamushi marró, la Vipera libetina turanika i la Vipera raddei. Les serps capturades a la natura es poden mantenir al serpentari fins a deu anys, amb una mitjana de supervivència de tres anys i mig.
El centre produeix uns 2.000 grams de verí de serp en formes cristal·lines i liòfiles cada any. També produeix medicaments amb verí de serp (ungüent antiinflamatori).